# 老威廉·克萊·福特
老威廉·克萊·福特（英語：William Clay Ford, Sr.，1925年3月14日—2014年3月9日），是一名美国商人，他也是亨利·福特之孙。福特曾经担任底特律雄狮的老板和主席。
他出生于密歇根州的底特律市，后攻读于耶鲁大学，2014年3月9日去世，享年88岁。